# Jaden Whitmarsh
Jaden Nicole Whitmarsh (* 23. Mai 2000 in San Diego) ist eine US-amerikanische Beachvolleyballspielerin.

## Karriere

### Karriere Schule und Universität
An der Torrey Pines High School betrieb die Schülerin ihren Sport in der Halle und im Sand. Sie wurde vier Mal Letterwinner im Freien und drei Mal in der Sporthalle, da sie im letzten Schuljahr verzichtete, als Außenangreiferin ihres Teams eingesetzt zu werden. Sie erhielt mehrere Auszeichnungen als All-American, MVP und Player of the year sowohl im Volleyball als auch im Beachvolleyball. 2020 siegte sie in allen drei ausgetragenen Begegnungen mit drei verschiedenen Partnerinnen an der UCLA. Eine davon war Rileigh Powers, mit der sie einen Großteil der folgenden Saison bestritt. Bei 33 Spielen standen die beiden auf der gleichen Seite des Netzes. Davon gingen nur sechs verloren. Zwei weitere Siege gelangen mit Cami Sanchez. In diesem Jahr gewannen die Bruins die Pac-12 Meisterschaft und standen im Finale der NCAA-Championship. 2022 startete die in der zweitgrößten Stadt Kaliforniens geborene Sportlerin in 35 Partien mit Devon Newberry. Das Resultat waren 28 Siege. Eine Spielzeit später bildeten zunächst Marlie Monserez und Whitmarsh ein Duo. Zum Ende der Saison war jedoch das Beachpaar des Vorjahres wieder gefragt und half mit, erneut die Ligameisterschaft zu gewinnen und das Landesfinale zu erreichen. Sowohl 2021 als auch 2023 war Whitmarsh nicht für die Niederlagen in den Endspielen verantwortlich. Sie konnte beide Male mit ihren Partnerinnen ihre Spiele für sich entscheiden. Auch bei der Halbfinalniederlage gegen Florida State 2022 gewannen Newberry und Whitmarsh ihre Begegnung. Für ihre herausragenden Leistungen wurde die Athletin 2021 und 2022 zusammen mit ihrer jeweiligen Partnerin als Pac-12 Championship All-Tournament Team sowie 2021 und 2023 als NCAA All-Tournament Team ausgezeichnet. 2024 stand das Team der UCLA im Zeitraum von vier Jahren zum dritten Mal im Finale der nationalen Meisterschaft und zum dritten Mal hieß der Sieger Southern Cal. Dieses Mal gehörte auch Jaden Whitmarsh mit ihrer Partnerin Tessa Van Winkle zu den Endspielverliererinnen, zuvor hatten die beiden vierundzwanzig Siege bei zwölf Niederlagen erzielt. Drei Begegnungen waren vorzeitig beendet worden, da die siegreiche Hochschule schon feststand.

### Karriere AVP und FIVB
Parallel zu Ausbildung und Sport in Schule und Universität war die Studentin zunächst auch schon bei der amerikanischen und etwas später bei der internationalen Beachserie aktiv. So unternahm sie 2017 einen, 2018 zwei und 2021 wieder einen Versuch, um das Hauptfeld bei Turnieren der AVP-Tour zu erreichen, scheiterte jedoch jedes Mal. 2023 lief es für die US-Amerikanerin deutlich besser. Mit Newberry wurde sie in Virginia Beach Fünfte und in Hermosa Beach Siebte, mit Carly Skjodt stand sie beim Denver Open zum ersten Mal auf dem Treppchen, wenn auch nur auf der untersten Stufe. Beim Contender Event in derselben Stadt konnte sie diese Platzierung ein Jahr später mit ihrer Standardpartnerin wiederholen. Eine erste FIVB Erfahrung machte sie 2018 beim Vier-Sterne-Event von Huntington Beach, auch dort reichte es nicht zum Hauptwettkampf. Sechs Jahre später wurden sie und Devon Newberry bei ihrem ersten Futures gleich Dritte. In der folgenden Saison folgte bei ihrem zweiten Wettkampf der World Beach Pro Tour in Maunganui gleich der erste Sieg außerhalb des Hochschulsports. Zwei Wochen später gelang ihnen ihr bis dahin wertvollste Erfolg, als sie beim Challenge von Yucatan zunächst die Qualifikation überstanden, anschließend mit zwei Siegen als Dritte im Pool weiterkamen, sowohl die Runde der 24 als auch Achtel- und Viertelfinale siegreich beendeten und nach der Niederlage gegen die ersten Pro Tour Gewinnerinnen des Jahres Valentina Gottardi und Claudia Scampoli ihre eigenen Landsfrauen Kimberly Hildreth / Teegan Van Gunst im Spiel um Bronze in drei Sätzen bezwingen konnten.

## Auszeichnungen
- 2021: Pac-12 Championship All-Tournament Team
- 2021: NCAA All-Tournament Team
- 2022: Pac-12 Championship All-Tournament Team
- 2023: NCAA All-Tournament Team[5]

## Persönliches
Die Athletin ist die Tochter von Cindy Whitmarsh/Sweeney und Mike Whitmarsh, der zunächst als Basketballspieler sein Geld verdiente und später Beachvolleyballprofi wurde. Er gewann die Silbermedaille bei den Olympischen Spielen 1996 in Atlanta und stand 25 Mal bei AVP Events und drei Mal bei FIVB Veranstaltungen auf der obersten Stufe des Podiums. Jaden hat eine jüngere Schwester Kendall Whitmarsh und einen jüngeren Halbbruder Gavin Sweeney. Die Schwestern waren fünf und acht Jahre alt, als der Vater starb. Ihr Stiefvater wurde Mark Sweeney, der vierzehn Jahre lang in der Major League Baseball spielte.  Beide Schwestern pritschten und blockten im Verein für den  Wave Volleyball Club und beide schmetterten und baggerten ebenfalls an der Torrey Pines High School. Kendall studiert inzwischen als Junior an der Arizona State (Stand März 2025) und hat im Sport schon einige Erfolge vorzuweisen. Sie trug als Sophomore dazu bei, dass die Sun Devils zum ersten Mal überhaupt die Endrunde der Landesmeisterschaft erreichten.